# Stadtlengsfeld
Stadtlengsfeld is een plaats en voormalige gemeente in de Duitse deelstaat Thüringen, en maakt deel uit van de Wartburgkreis. Stadtlengsfeld telt  inwoners.

## Geschiedenis
Lengsfeld ontstond in de twaalfde eeuw doordat het klooster Hersfeld hier een burcht stichtte ter bescherming van de bezittingen van het klooster in de omgeving.
Naast de stad omvatte de gemeente de dorpen Gehaus, Hohenwart en Menzengraben tot de gemeente op 1 januari werd opgeheven de vier plaatsen als Ortsteile werden 
opgenomen in de gemeente Dermbach.

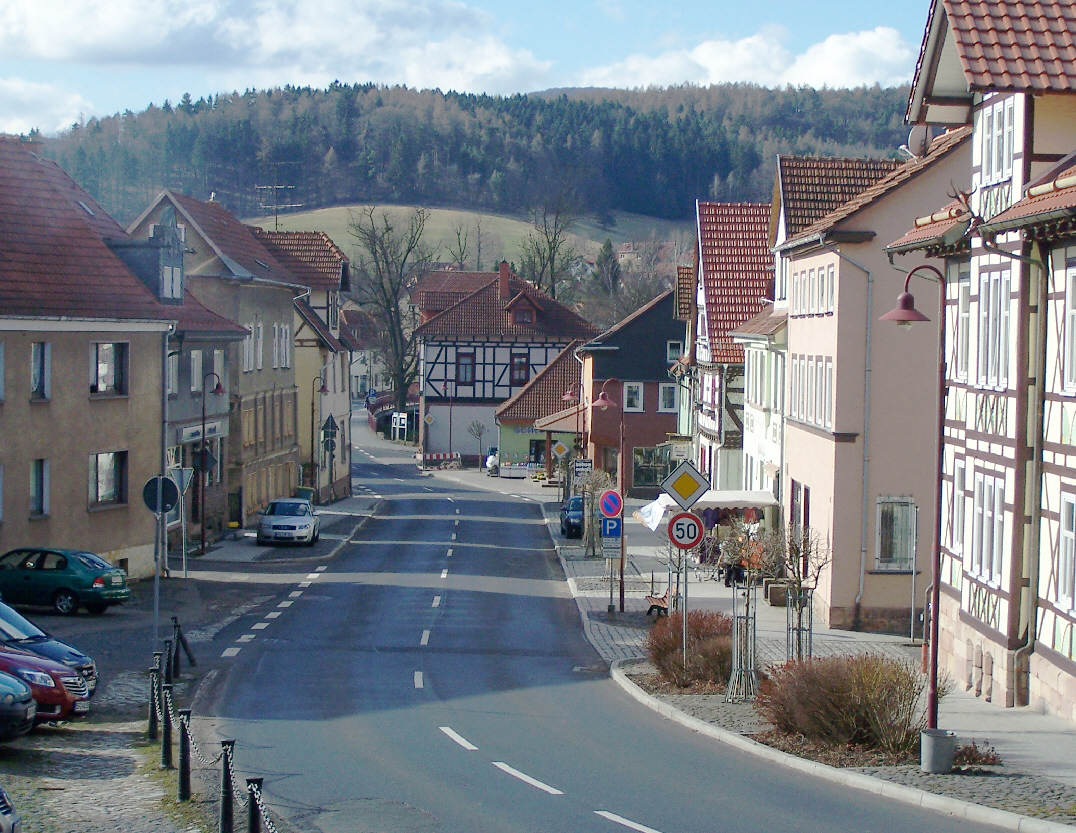
Stadtlengsfeld
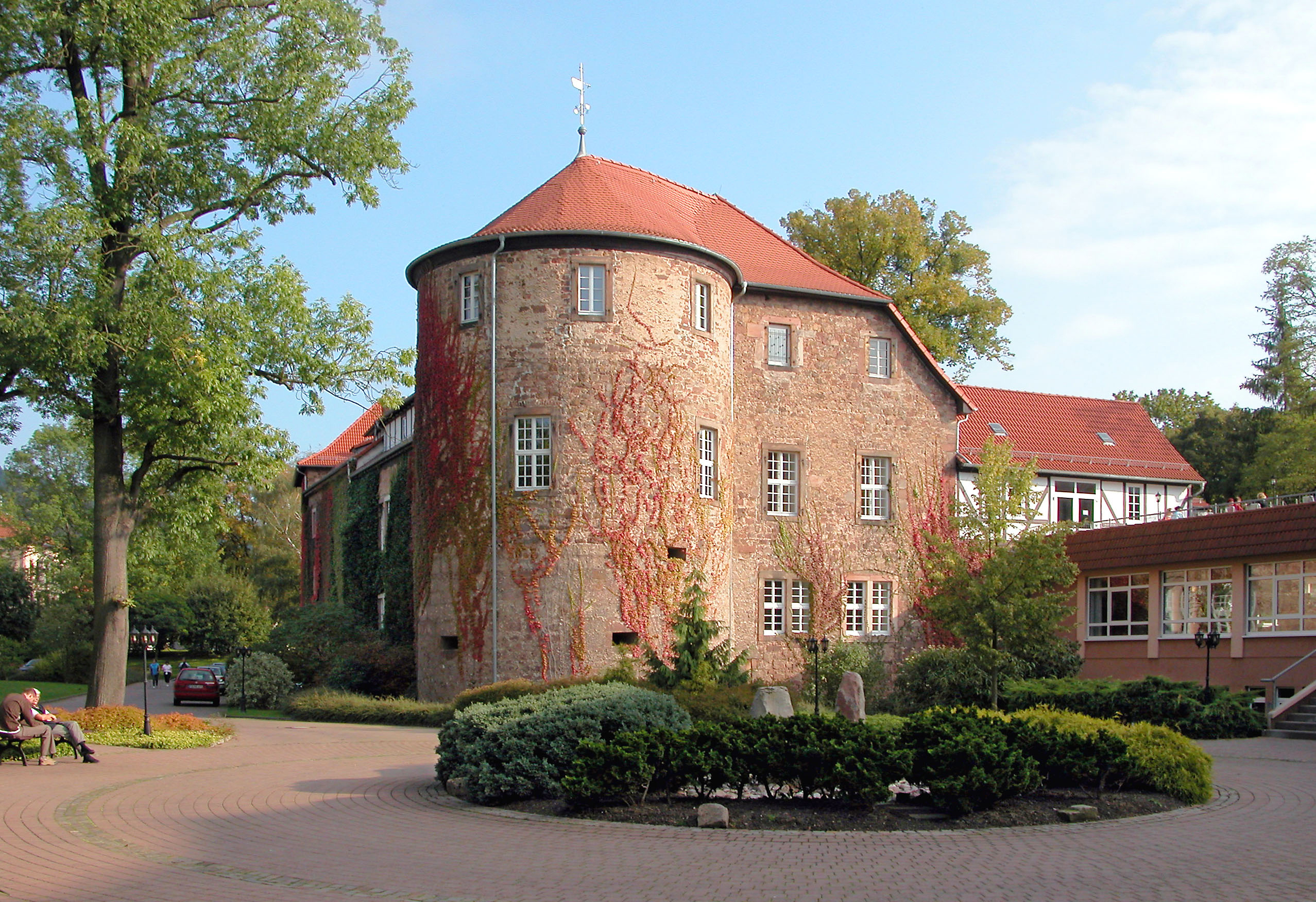
De burcht

Bernshausen · Brunnhartshausen · Dermbach · Diedorf · Föhlritz · Glattbach · Gehaus · Hartschwinden · Hohenwart · Lindenau · Lindigshof · Mebritz · Menzengraben · Neidhartshausen · Oberalba · Stadtlengsfeld · Steinberg · Unteralba · Urnshausen · Zella/Rhön